# Erik Lundin (Schachspieler)
Erik Ruben Lundin (* 2. Juli 1904 in Stockholm; † 5. Dezember 1988 ebenda) war ein schwedischer Schachspieler.

## Leben
Erik Lundin war Schachschriftsteller und Verleger. Er war Redakteur der Schachzeitschrift Tidskrift för Schack. Erik Lundin war mit Ruth Lundin (1907–1952) bis zu ihrem Tod verheiratet und hatte mit ihr vier Kinder. Sein Grab befindet sich auf dem Norra begravningsplatsen („Nordfriedhof“) in Solna. Auf seinem Grabstein ist ein Springer abgebildet.

## Erfolge
1950 ehrte ihn der Weltschachbund FIDE mit dem Titel Internationaler Meister, 1983, fast 80-jährig, mit dem Titel Ehrengroßmeister.
Elfmal konnte er die schwedische Einzelmeisterschaft gewinnen (1931 in Uddevalla, 1932 geteilt mit Gideon Ståhlberg in Karlskrona, 1934 in Falun, 1938 in Kalmar, 1941 in Göteborg, 1942 in Östersund, 1945 in Visby, 1946 in Motala, 1960 in Kiruna, 1961 in Avesta und 1964 in Göteborg). Dreimal wurde er Nordischer Meister (1936 in Helsinki, 1937 in Kopenhagen und 1939 geteilt mit Ståhlberg in Oslo).
Mit der schwedischen Nationalmannschaft nahm er zwischen 1930 und 1960 an neun Schacholympiaden teil mit einem Gesamtergebnis von 88,5 Punkten aus 143 Partien (+63 =51 −29) sowie an der inoffiziellen Schacholympiade 1936 in München. Zu seinen größten Erfolgen bei Schacholympiaden gehört der dritte Platz mit der Mannschaft 1933 in Folkestone, wobei er selbst eine individuelle Goldmedaille für sein Ergebnis von 10 aus 14 am dritten Brett erhielt, sowie der zweite Platz mit der Mannschaft 1935 in Warschau und seine individuelle Bronzemedaille für sein Ergebnis von 10,5 aus 16 am zweiten Brett bei der Schacholympiade 1939 in Buenos Aires.
In direkten Vergleichen gewann er 1933 gegen Rudolf Spielmann in Stockholm (+1 =5 −0), 1937 gegen Erik Andersen in Kopenhagen, 1954 gegen Dawid Bronstein in Stockholm (1,5:0,5), 1967 gegen Heikki Westerinen in Helsinki und 1967 gegen Bogdan Pietrusiak in Ystad.
Turniere gewann er 1928 in Oslo, 1931 gemeinsam mit Salo Flohr und Gösta Stoltz in Göteborg, 1934 in Stockholm, 1936 in Ostende, 1948 in Bad Gastein, wo er mit 15 Punkten aus 19 Partien Pál Benkő, Nicolas Rossolimo, Cenek Kottnauer, Ernő Gereben und Esteban Canal hinter sich ließ, sowie 1952 in Zürich (wobei ein Schwarzsieg in der Nimzowitsch-Indischen Verteidigung gegen Max Euwe hervorzuheben ist). Mit dem Verein Wasa SK wurde er mehrfach schwedischer Mannschaftsmeister, zum Beispiel in den Spielzeiten 1951/52, 1956, 1963, 1968/69, 1973/74 und 1987/88.
Lundin gilt als einer der Wegbereiter des Wolga-Benkö-Gambits. Eine Variante im Meraner System der Halbslawischen Verteidigung mit 8. … b5–b4 ist nach ihm benannt.
Lundins letzte Elo-Zahl betrug 2310, seine höchste Elo-Zahl von 2375 erreichte er im Juli 1972 und Januar 1977. Seine höchste historische Elo-Zahl vor Einführung der Elo-Zahl betrug 2661, er erreichte diese im Oktober 1946 und belegte damit den 20. Platz der Weltrangliste.